# إدوارد ر. مكدونالد
إدوارد ر. مكدونالد هو سياسي كندي، ولد في 24 سبتمبر 1871 في كندا، وتوفي في 16 فبراير 1952 في كندا. حزبياً، نشط في الجمعية الليبرالية لنيو برونزويك ‏. وقد انتخب عضو الجمعية التشريعية لنيو برونزويك ‏.